# 獅子勲章
獅子勲章（ししくんしょう、英語:Order of the Lion）は、マラウイ政府から授与された最高の、あるいは2番目に高い栄誉であった。

## 歴史
この勲章は、1967年にヘイスティングス・カムズ・バンダ大統領によって創設された。当時政府から授与された2番目に高い栄誉だった。 勲章は5つの階級とメダルで構成され、「マラウイ人民への顕著で卓越した功労に対して」授与された。 
バンダは1966年7月に、この勲章の創設と他の多くの新しい栄典を発表した。 この発表は英国から独立してマラウイ共和国になる前に、ニヤサランド首都ゾンバで行われた。マラウイの民間人と軍人、そして外国人に全員、勲章の授与の資格があるものだった。しかし、2008年、3年間の審議の後、マラウイ政府は獅子勲章をする停止することを決定した。受勲者は依然として自分の等級の記章を着用することが許可された。 

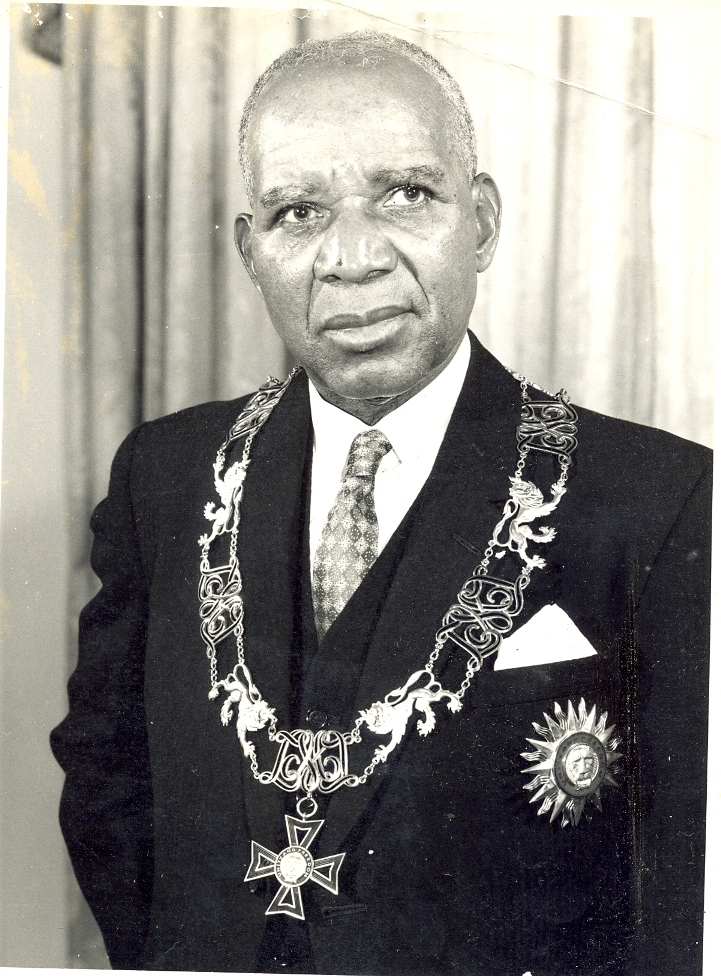
獅子勲章を着用したヘイスティングス・バンダ

## 詳細
勲章の綬は赤で、両側に2本の金色の縞がある。獅子勲章メダルは十字架型である。中央のメダルはライオンの顔をあしらい、マラウィのモットーである「統一と自由」と書かれた赤い旗で囲まれている。上位の階級では、同じメダルが緑色のエナメルの十字架に重ねられている。グランドコマンダーとグランドオフィサーのには階級には、星に重ねられたライオンのメダルがあしらわれたバッジも贈られる。グランドコマンダーのバッジは、12芒星の角の間に伸びる12の光線を持ち、グランドオフィサーのバッジは、角の長さが交互になっている10芒星であり、逆五角形に重ねられている。 

## 著名な受章者
- 明仁
- セシリア・カザミラ[4]
- チャールズ3世
- 蔣介石
- エリザベス2世
- フランツ・ヨーゼフ・シュトラウス[5]
- ハイレ・セラシエ1世
- レナード・マッセイ[6]
- ネルソン・マンデラ[7]